# Хранитель Луны
«Хранитель Луны» (фр. Mune, le Gardien de la Lune) — полнометражный анимационный французско-американский мультфильм режиссёров Александра Эбояна и Бенуа Филиппона.
Слоган фильма — «Он не спасёт мир. Он спасёт пять миров!»
Выход в России — 28 мая 2015 (дистрибуция компании «Вольга»). Сборы в России — $3 170 995.

## Сюжет
На диковинной планете, где смена дня и ночи осуществляется вручную, юного фавна Мьюна неожиданно избирают хранителем Луны. Но к своему ужасу, он почти сразу теряет ее! Воспользовавшись этим, царь подземного мира Некрос крадет и гасит Солнце. Теперь, чтобы спасти планету, Мьюн вместе с отважной девочкой из воска Глим и заносчивым Сохоном, хранителем Солнца, должны отправиться в удивительное и опасное путешествие.

## Роли озвучивали
- Михаэль Грегорио — Мьюн
- Изиа Ижлен — Глим
- Омар Си — Сохон
- Дэмиен Буассо — Отец Мьюна
- Федор Аткин — Льюн
- Éric Herson-Macarel — Некрос
- Michel Mella — Мокс
- Fabrice Josso — Spleen
- Jean-Claude Donda — Ксолал
- Benoît Allemane — Юль
- Patrick Poivey — Фосфо
- Patrice Dozier — Крррак
- Emmanuel Curtil — Зуччини
- Paolo Domingo — Змей
- Patrick Préjean — Отец Глим